# Pieśń jednoczęściowa
Pieśń jednoczęściowa – mała forma muzyczna oparta na jednym okresie, dwóch zdaniach lub czterech frazach.